# 有明北橋

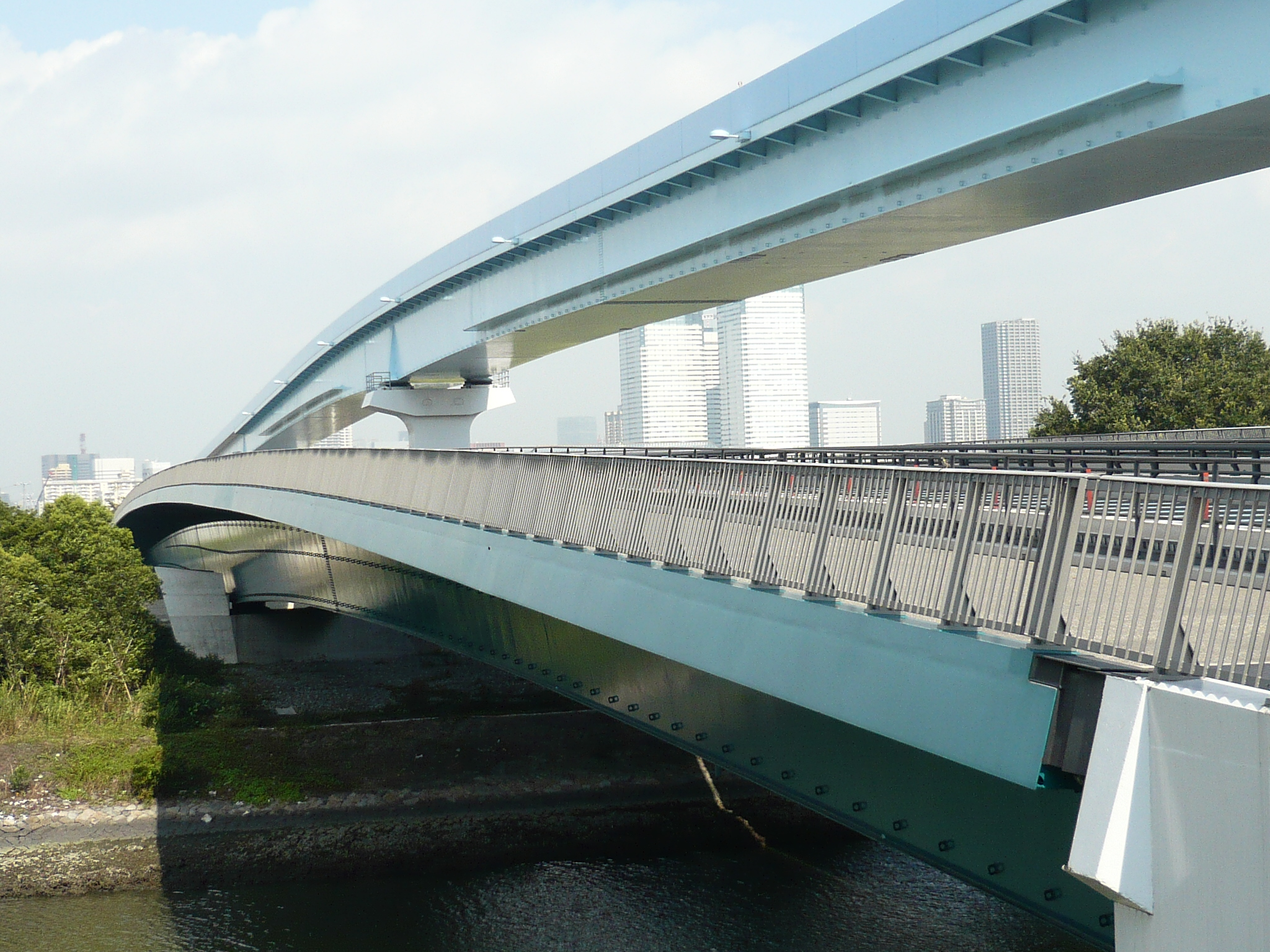
有明北橋

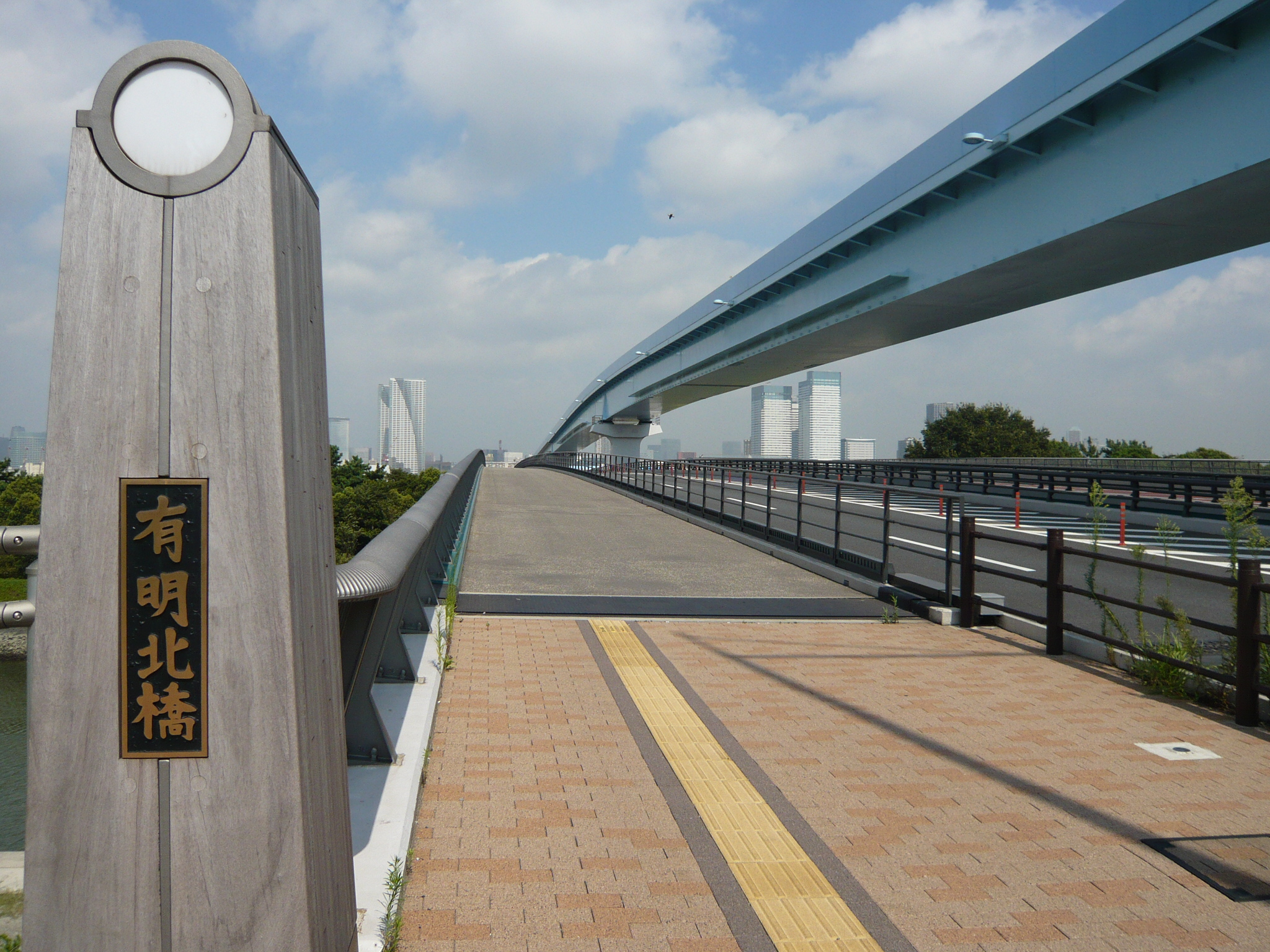
有明北橋

有明北橋（ありあけきたばし）は東雲運河をまたぎ東京都江東区豊洲6丁目（豊洲埠頭）と同区有明1丁目を結ぶ道路橋。同じく同運河をまたぐ木遣り橋と平行するように架かる。

## 概要
東京の中心部と臨海地区とを結ぶ新たな幹線道路として計画された環状第2号線（環二通り、東京都道484号豊洲有明線）の一部。晴海埠頭と豊洲埠頭を結ぶ晴海大橋とともに2006年3月25日に開通した。
橋上部にゆりかもめの高架が通る。

## 周辺施設
- ゆりかもめ 有明テニスの森駅
- 東京都中央卸売市場豊洲市場

## 隣の橋
（上流）（東雲運河）東雲橋－木遣り橋－有明北橋―富士見橋（下流）